# Inima care-și spune taina
„Inima care-și spune taina” (în engleză The Tell-Tale Heart) este o povestire de groază a scriitorului american Edgar Allan Poe, publicată pentru prima dată în 1843. Povestirea este narată de o persoană nenumită, care a ucis un bătrân cu care trăia sub același acoperiș. Naratorul se străduiește să-și convingă cititorul de sănătatea sa mentală, explicând că a comis crima înspăimântat de „ochiul de vultur” al bătrânului. Crima este plănuită cu grijă, iar criminalul dezmembrează corpul și-l ascunde sub podea. În cele din urmă vina naratorului se manifestă sub forma sunetului - posibil halucinatoriu - scos de inima bătrânului bătând încă sub podea.
Nu este clar ce relație este, dacă este vreuna, între bătrân și ucigașul său. Naratorul neagă că ar avea sentimente de ură sau resentimente față de victima sa. El afirmă: „Bătrânul mi-era drag. Nu-mi făcuse niciodată vreun rău. Niciodată nu mă jignise”. El neagă, de asemenea, presupunerea că l-a ucis din lăcomie: „Nu râvneam la banii lui”. Este sugerat faptul că bătrânul este o figură paternă, proprietarul locuinței sau că naratorul lucrează ca servitor pentru bătrân și că, probabil, „ochiul său de vultur” reprezintă un fel de secret voalat sau o putere. Ambiguitatea și lipsa de detalii despre cele două personaje principale se află în contrast puternic cu detaliile specifice ale complotului ce a condus la crimă.
Povestirea a fost publicată pentru prima dată în numărul din ianuarie 1843 al revistei The Pioneer a lui James Russell Lowell. „Inima care-și spune taina” este considerată o scriere clasică a ficțiunii gotice și una dintre cele mai faimoase povestiri ale lui Poe.

## Rezumat

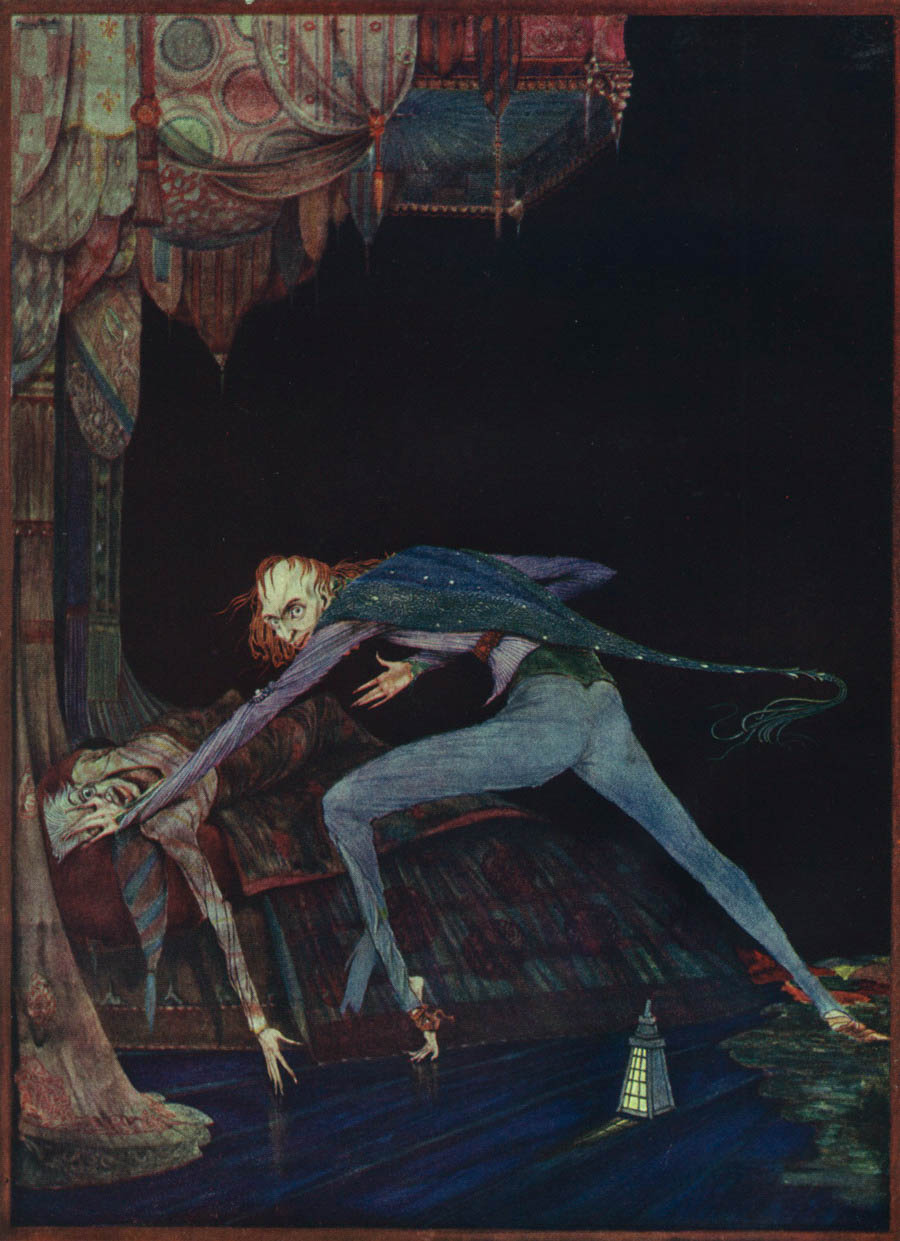
Ilustrație de Harry Clarke, 1919

„Inima care-și spune taina” este o povestire relatată la persoana I de către un narator nenumit care insistă afirmând că este sănătos, dar suferă de o boală (nervozitate) care-i cauzează o „supraacuitate a simțurilor”. El are au auz puternic, părându-i-se că aude uneori „multe din câte se petrec în iad”. 
Bătrânul cu care locuiește (probabil proprietarul casei) avea un ochi ce semăna cu „un ochi de vultur, un ochi de un albastru-spălăcit, cu o pieliță pe deasupra” care-l deranjează pe narator care plănuiește din acest motiv să-l omoare pe bătrân, deși naratorul afirmă că bătrânul îi era drag și nu râvnea să intre în posesia averii sale, ci se temea doar de ochiul său. Naratorul insistă asupra faptului că prevederea sa în comiterea crimei arată că nu este posibil să fie nebun. Timp de șapte nopți, naratorul deschide ușa camerei bătrânului pentru a-i vedea „ochiul cel rău”. Cu toate acestea, ochiul de vultur al bătrânului este întotdeauna închis, astfel că-i era cu neputință „să facă treaba”.
În cea de-a opta noapte, bătrânul se trezește după deschiderea ușoară a ușii și face un zgomot, întrerupând ritualul nocturn al naratorului. Dar naratorul nu se trage înapoi și, după un timp, decide să-și aprindă felinarul. O singură rază subțire de lumină strălucește tocmai pe „ochiul cel rău”, dezvăluind că acesta este larg deschis. Auzind inima bătrânului bătând tot mai rapid și temându-se că sunetul va atrage atenția unui vecin, naratorul decide să treacă la fapte, năvălind cu un urlet puternic în cameră și sufocându-l pe bătrân cu propriul lui pat. Naratorul îi dezmembrează apoi trupul, îi ascunde părțile corpului sub podea și spală urmele de sânge, încercând să ascundă toate semnele crimei. 
Chiar și așa, strigătul din noapte al bătrânului alertează un vecin care anunță poliția. Naratorul îi invită pe cei trei polițiști să cerceteze locuința. El susține că țipetele auzite fuseseră scoase de el în urma unui coșmar și că bătrânul era plecat la țară. Încrezător că nu polițiștii nu vor găsi nici o dovadă a crimei, naratorul le aduce scaune și ei se așază în camera bătrânului, chiar deasupra locului în care era ascuns cadavrul, fără a suspecta nimic, deoarece naratorul se făcuse plăcut și le câștigase încrederea.
Naratorul începe, însă, să se simtă inconfortabil și i se pare că aude un sunet surd. Pe măsură ce zgomotul se făcea tot mai tare, el ajunge la concluzia că acesta era bătaia inimii bătrânului ce se auzea de sub podea. Sunetul crește constant, dar polițiștii par să nu-i acorde nici o atenție. Îngrozit de zgomotul violent și convins că ofițerii sunt conștienți nu doar de bătaia inimii ce se aude de sub podea, ci și de vina lui, naratorul cedează psihic și-și mărturisește crima. El le spune să scoată scândurile din podea pentru a descoperi trupul bătrânului.

## Istoricul publicării

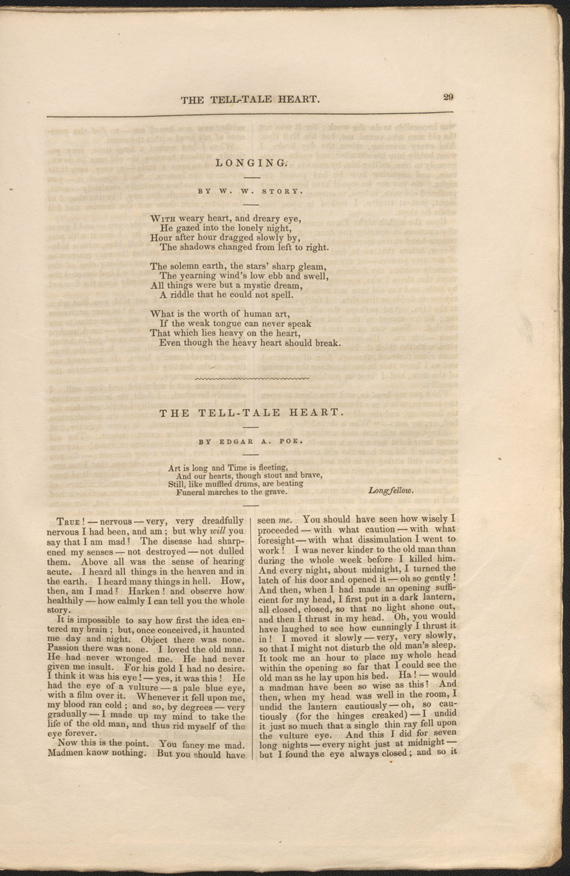
Prima publicare a povestirii (cu un epigraf) în The Pioneer: A Literary and Critical Magazine, pag. 29

Edgar Allan Poe a trimis manuscrisul mai întâi lui Henry Theodore Tuckerman, editorul periodicului The Boston Miscellany, dar manuscrisul a fost returnat autorului cu precizarea că revista bostoniană dorea să primească „ceva mai liniștit”. „Inima care-și spune taina” a fost publicată pentru prima dată în ediția inaugurală din ianuarie 1843 a periodicului The Pioneer, o revistă cu apariție scurtă din Boston, editată de scriitorul James Russell Lowell. Această publicare a fost precedată de o lungă corespondență între autor și editor. Poe a fost plătit probabil cu 10 dolari pentru această povestire. Apariția acestei povestiri în Pioneer a fost unul din „primele semne” în relația pe termen lung cu un nou editor, dar la scurt timp după lansarea primului număr Lowell s-a îmbolnăvit, iar adjunctul său a condus revista cu stângăcie. 
Versiunea sa originală a inclus un epigraf din poemul „A Psalm of Life” de Henry Wadsworth Longfellow. Acea strofă citată era următoarea:
Art is long, and Time is fleeting,

And our hearts, though stout and brave,

Still, like muffled drums, are beating

Funeral marches to the grave.
„Inima care-și spune taina” a fost republicată de mai multe ori în timpul vieții lui Poe. Povestirea a fost ușor revizuită atunci când a fost republicată în ediția din 23 august 1845 a Broadway Journal. Această ediție a omis epigraful din Longfellow deoarece, după cum credea Poe, poemul era suspectat a fi plagiat. Un pic mai târziu, povestirea a fost retipărită în ediția din 
27 august 1845 a ziarului Spirit of the Time din Philadelphia.
În 1857, poetul Charles Baudelaire a publicat o traducere în limba franceză inclusă în colecția «Extraordinaires Nouvelles Histoires».
Prima traducere în limba română a fost realizată de către Bonifaciu Florescu și publicată sub titlul „Inima destăinuitoare” în revista Telegrafulu (de Bucuresci), anul V (1875), nr. 893, pp. 2-3. O altă traducere a fost realizată de Smara (Smaranda Gheorghiu) și publicată sub titlul „Remușcarea” în revista Literatorul din București, 1881, nr. 9. Publicistul Vasile Pogor (1833-1906) a realizat și el o traducere sub titlul „Istorii estraordinare. Inima denunțătoare”, care se află în manuscris în Biblioteca Academiei Române (manuscrisul 5907, f. 30-44). O altă traducere în limba română a fost realizată de Nicolae Dașcovici și publicată sub titlul „Inima denunțătoare” în vol. Povestiri Extraordinare, editat în 1911 de Editura Cartea Românească din București, în Biblioteca „Minerva”, nr. 118. 
Povestirea a fost tradusă apoi de Ion Vinea și publicată sub titlul „Inima care-și spune taina” în vol. Scrieri alese (vol. I), editat în 1963 de Editura pentru Literatură Universală din București, fiind reeditată și de alte edituri. O traducere nouă a fost realizată de Liviu Cotrău și publicată sub titlul „Inima destăinuitoare” în volumul Misterul lui Marie Rogêt și alte povestiri, editat în 2005 de Editura Polirom din Iași și reeditat de mai multe ori.

## Analiză
„Inima care-și spune taina” folosește un narator care nu-i de încredere. Exactitatea cu care naratorul povestește uciderea bătrânului, ca și modul ascuns în care a realizat crima sunt dovezi ale sănătății sale, evidențiindu-i monomania și paranoia.
Naratorul povestirii „Inima care-și spune taina” este presupus în general a fi de sex masculin. Cu toate acestea, unii critici au sugerat că o femeie ar putea fi cea care narează; nu sunt folosite pronume pentru a clarifica acest aspect într-un fel sau în altul. Povestea începe in medias res, cu o conversație aflată deja în curs de desfășurare între narator și o altă persoană care nu este identificată în nici un fel. S-a speculat că naratorul se confesează unui director de închisoare, unui judecător, unui reporter, unui medic sau (în mod anacronic) unui psihiatru. În orice caz, naratorul se explică în detaliu. Ceea ce urmează este un studiu al groazei, dar, mai ales, amintirea terorii așa cum o simte naratorul pe măsură ce relatează evenimentele din trecut. Primul cuvânt din povestire, „Adevărat!”, este o recunoaștere a vinovăției sale, precum și o asigurare a autenticității. Această introducere servește, de asemenea, pentru a obține atenția cititorului. Fiecare cuvânt contribuie la scopul de a împinge povestea mai departe, exemplificând teoriile lui Poe cu privire la scrierea povestirilor.
Povestirea este condusă nu de insistența naratorului asupra „nevinovăției” lui, ci de insistența lui asupra sănătății sale mentale. Acest lucru, însă, este auto-distructiv pentru că în încercarea de a-și dovedi sănătatea, el recunoaște pe deplin că este vinovat de omor. Negarea nebuniei lui se bazează pe acțiunile sale sistematice și pe precizia lui, el oferind o explicație rațională pentru un comportament irațional. Această raționalitate este subminată, totuși, de lipsa lui de motivație („N-aveam nici o pricină. Nu mă mâna nicio patimă.”). În ciuda acestui fapt, el spune că ideea crimei „m-a bântuit zi și noapte”.
Scena finală a povestirii arată manifestarea sentimentelor de vinovăție ale naratorului. Ca multe personaje din literatură gotică, el permite ca nervii să-i influențeze propriul comportament. În ciuda eforturilor sale de a se apăra, „hiperacuitatea simțurilor”, care îl face să audă inima bătând sub podea, este o dovadă că el este cu adevărat nebun. Contemporanii lui Poe și-ar fi putut fi amintit de controversa cu privire la apărarea nebuniei din anii 1840.
Naratorul susține că are o boală care provoacă hipersensibilitate. Un motiv similar este utilizat pentru Roderick Usher în „Prăbușirea Casei Usher” (1839) sau în „The Colloquy of Monos and Una” (1841). Nu este clar, cu toate acestea, dacă naratorul are de fapt simțurile foarte acute sau dacă el doar își imaginează. Dacă starea lui este considerată a fi adevărată, ceea ce aude el la sfârșitul povestirii nu poate fi inima bătrânului, ci insectele care mișună sub podea. Naratorul admite mai întâi că aude gândaci mișcându-se pe perete, după trezirea bătrânului din somn. Potrivit superstiției, apariția gândacilor sunt un semn de moarte iminentă. Un singur soi de gândaci ciocănește cu capul pe diferite suprafețe, probabil ca parte a unui ritual de împerechere, în timp ce altele emit sunete asemănătoare cu ticăielile ceasului. Henry David Thoreau a sugerat în 1838 că gândacii scot sunete asemănătoare cu cele ale bătăii inimii. Bătaia ar putea să fie chiar sunetul inimii naratorului. Altfel, dacă bătaia este într-adevăr un produs al imaginației naratorului, imaginația necontrolată este cea care-l duce la propria sa distrugere.
Relația dintre bătrân și narator este ambiguă. Numele lor, ocupațiile și locurile lor de reședință nu sunt menționate în contrast cu atenția strictă la detalii a intrigii. Naratorul poate fi un slujitor al bătrânului sau, după cum este presupus mai des, fiul său. În acest caz, „ochiul de vulturul” al bătrânului poate simboliza supraveghere părintească sau principiile paterne de bine și rău. Uciderea ochiului este atunci o eliminare a conștiinței. Ochiul poate reprezenta, de asemenea, un secret: crima are loc doar atunci când ochiul este găsit deschis în ultima noapte, penetrând vălul secretului. Cu toate acestea, punctul central al povestirii este planul pervers de a comite crima perfectă.
Richard Wilbur a sugerat că povestirea este o reprezentare alegorică a poemului „Sonet - Către știință”, care descrie o confruntare între imaginație și știință. În „Inima care-și spune taina”, bătrânul poate reprezenta astfel mintea științifică și rațională, în timp ce naratorul ar reprezenta imaginația .

## Adaptări
- Cea mai veche adaptare cunoscută a povestirii „Inima care-și spune taina” a fost realizată într-un film mut cu același nume din 1928[26], regizat de Leon Shamroy și avându-i în rolurile principale pe Otto Matieson („Nebunul”), William Herford („Bătrânul”) și Charles Darvas și Hans Fuerberg (detectivii). El este fidel povestirii originale[9], deși viitoarele adaptări cinematografice și de televiziune au extins adesea povestirea la dimensiunile unui film de lung-metraj.[27]
- Cea mai veche adaptare „vorbită” cunoscută a fost o versiune din 1934 filmată la Blattner Studios, Elstree, de compania Clifton-Hurst Productions, regizată de Brian Desmond Hurst și avându-l în rolul principal pe Norman Dryden. Această versiune avea durata de 55 de minute.[28]
- O adaptare cinematografică din 1941 cu Joseph Schildkraut în rolul principal a marcat debutul regizoral al lui Jules Dassin.[29]
- Un scurt-metraj animat din 1953 produs de United Productions of America și narat de James Mason[30] este inclus în lista filmelor păstrate în United States National Film Registry.
- Tot în 1953 a apărut o „Variație” a povestirii „Inima care-și spune taina” intitulată „Sleep No More”, realizată de Gaines și Feldstein.[31]
- O adaptare a „Inimii care-și spune taina” din 1956 a fost scrisă de William Templeton pentru NBC Matinee Theatre și a fost difuzată la 6 noiembrie 1956.
- O adaptare pentru film din 1960, The Tell-Tale Heart, adaugă poveștii un triunghi amoros.[32]
- O adaptare pentru film din 1971 este regizată de Steve Carver și îl are pe Sam Jaffe în rolul bătrânului.[33]
- Filmul Nightmares from the Mind of Poe (2006) adaptează „Inima care-și spune taina”, împreună cu „Balerca de Amontillado”, „Îngropat de viu” și „Corbul”.
- National Public Radio a produs drama The Tell-Tale Heart în cadrul serialului Radio Tales. Povestea a fost interpretată de Winifred Phillips, acompaniată de muzica compusă de ea.
- Programul de radio canadian Nightfall a prezentat o adaptare la 1 august 1980.
- Thrillerul Tell-Tale (2009), produs de Ridley Scott și Tony Scott, creditează povestirea „Inima care-și spune taina” ca bază a poveștii unui om bântuit de amintirile donatorilor său, după un transplant de inimă.[34]
- În filmul An Evening with Edgar Allan Poe (1972), patru dintre povestirile lui Poe sunt recitate de Vincent Price în fata unei audiențe, inclusiv „Inima care-și spune taina”.
- O altă adaptare a fost realizată de Steven Berkoff în 1991 și difuzată la televiziunea britanică. Această adaptare a fost inițial prezentată la Televiziunea Britanică ca parte a seriei „Without Walls”. Această versiune a fost ulterior difuzată în Statele Unite ale Americii pe canalul de cablu BRAVO ca parte a seriei Texaco Performing Arts.
- O adaptare muzicală realizată de The Alan Parsons Project a fost lansată pe albumul de debut, Tales of Mystery and Imagination (1976), și a fost preluată de Slough Feg pe albumul The Animal Spirits (2010).
- O altă adaptare muzicală intitulată „Dark Chilling Heartbeat” a fost realizată de către trupa Deceased pe albumul Supernatural Addiction (2000).
- O altă adaptare muzicală intitulată „Ol' Evil Eye” a fost realizată de către Insane Clown Posse pe albumul lor The Riddle Box și se referă la povestea unui tânăr dornic să-l ucidă pe „bătrânul Wille de pe deal”, din cauza grotescului lui ochi stâng, și este intercalat cu probe de pe o înregistrare audio a unei lecturi a povestirii originale.
- Personalitatea de radio Glenn Beck a prezentat o versiune audio de 15 minute, cu muzică și efecte sonore, care este redată la radio în fiecare Halloween.
- Scurt-metrajul lui Ryan Connolly, TELL (2012), a fost vag inspirat din această povestire.
- Poe's Tell-Tale Heart: The Game este o adaptare pentru un joc pentru telefonul mobil, în care jucătorii realizează acțiunile protagonistului recreând povestea lui Poe pe Google Play[35] și Apple iOS.
- Scurt-metrajul lui V.H. Belvadi, Telltale (2012), subliniază că „Inima care-și spune taina” a lui Poe este sursa de inspirație și împrumută mai multe paragrafe din lucrarea originală.[36]
- Paul Simon, înainte de a deveni faimos ca membru al Simon & Garfunkel, a scris (ca Jerry Landis) versurile unui cântec intitulat „Tell Tale Heart”. Este vorba despre un om a cărui inimă ce „bate-bate-bate” arată că el încă tânjește la fosta sa iubită, deși ambii se află acum în noi relații.
- Un balet australian a fost inspirat de această povestire și a fost prezentat într-o versiune de televiziune la începutul anilor 1960.[37]
- Un film de televiziune Lifetime, The Murder Pact (2015), cu Alexa Vega în rol principal, este inspirat din povestirea lui Poe și conține aluzii la ea, precum „ochiul de vultur” din „Inima care-și spune taina”.[38]